# Jennifer's Body
Jennifer's Body är en amerikansk svart komedifilm och skräckfilm från 2009 i regi av Karyn Kusama efter manus av Diablo Cody, med Megan Fox som huvudrollsinnehavaren Jennifer, Amanda Seyfried som hennes bästa vän Needy och Adam Brody som antagonisten Nikolai.

## Handling
Filmen följer Jennifer, en populär cheerleader som blir besatt av en demon efter att ett djävulsdyrkande indie-band offrat henne i satanistisk ritual som går fel. Som resultat börjar hon förtära pojkar i Devil's Kettle, Minnesota. Det blir upp till hennes bästa vän Needy att besegra Jennifer för att rädda hennes pojkvän Chip, som snart står på tur. 

## Om filmen
Jennifer's Body regisserades av Karyn Kusama och filmens manus skrevs av Diablo Cody. Megan Fox nominerades till det tveksamma priset Razzie för sämsta kvinnliga huvudroll 2009 för sina rolltolkningar i den här filmen och i Transformers: De besegrades hämnd.

## Rollista (urval)
| Megan Fox        | – Jennifer Check      |
| Amanda Seyfried  | – Needy Lesnicky      |
| Adam Brody       | – Nikolai Wolf        |
| J.K. Simmons     | – Mr. Wroblewski      |
| Kyle Gallner     | – Colin Gray          |
| Juan Riedinger   | – Dirk                |
| Johnny Simmons   | – Chip Dove           |
| Amy Sedaris      | – Toni Lesnicky       |
| Carrie Genzel    | – Mrs Check           |
| Chris Pratt      | – Roman Duda, officer |
| Juno Ruddell     | – Warzak, officer     |
| Keegan Sigurnjak | – nörd                |
| Aman Johal       | – Ahmet från Indien   |
| Lance Henriksen  | – passerande bilist   |